# گرچاک خال‌چشمی
گرچاک خال‌چشمی (نام علمی: Rhodeus ocellatus) نام یک گونه از سرده گرچاک است.